# Vía en placa

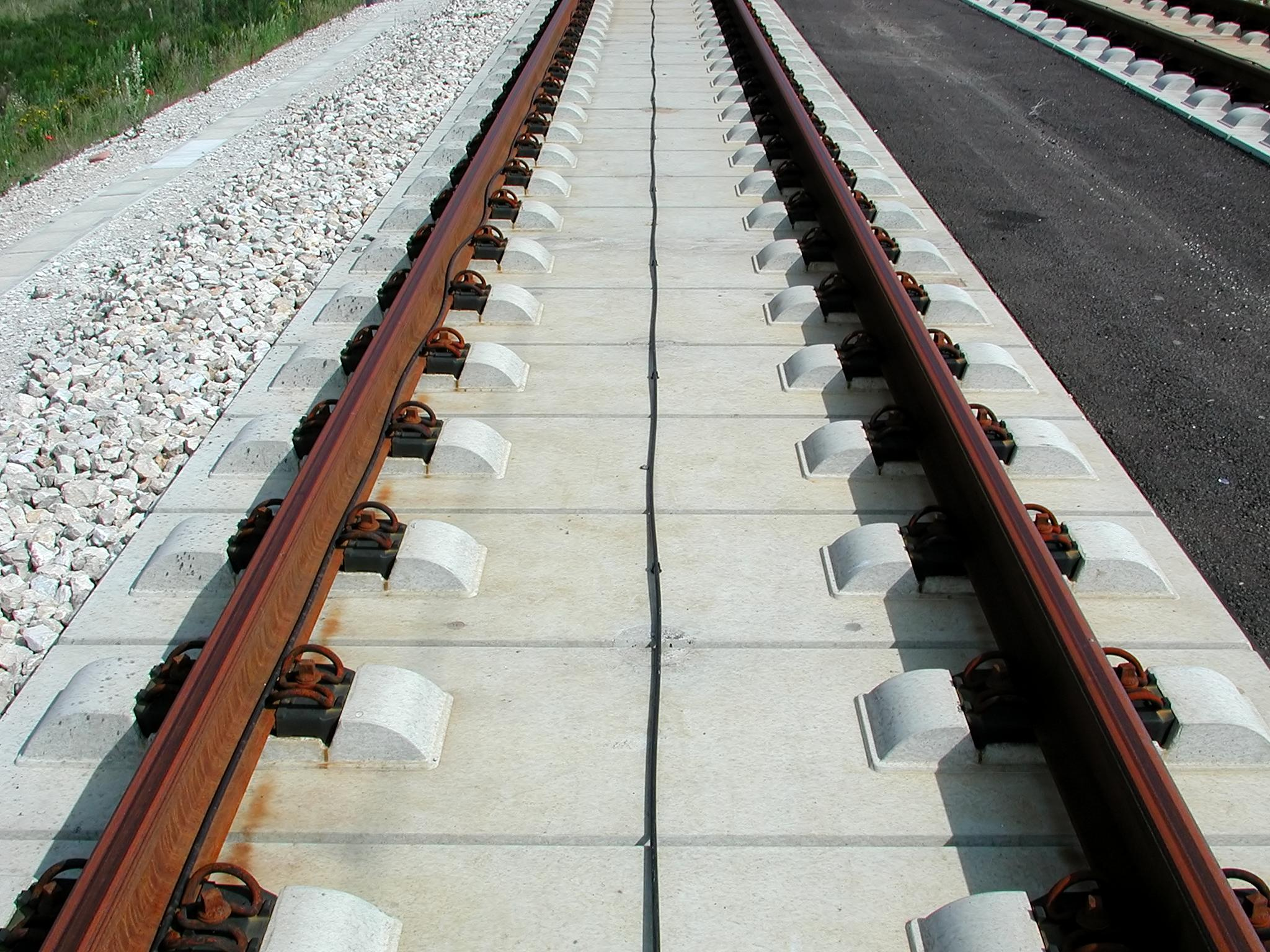
Vía en placa de hormigón en Alemania.

La vía en placa o vía sobre placa de hormigón es un tipo de vía férrea que tiene como objetivo obtener una alta calidad, disminuyendo los costes de mantenimiento. Su colocación se realiza sin balasto y consta de una placa de hormigón que transmite a la plataforma tensiones uniformemente distribuidas y de menor valor que con balasto.
La vía en placa o vía sobre placa de hormigón, aparece con las líneas de alta velocidad y tiene como objetivo mejorar la calidad de la vía así como disminuir los excesivos costes de mantenimiento.
Ventajas
- Soporta mayores cargas por eje.
- Disminuye la presión transmitida a la plataforma.
- Menor coste de mantenimiento.
- Elimina totalmente el fenómeno de vuelo de balasto.

Inconvenientes
- Mayor coste de construcción.
- Mantenimiento de la plataforma más dificultoso.
- Muy ruidosos en los túneles

## Partes de la vía en placa (de arriba abajo)

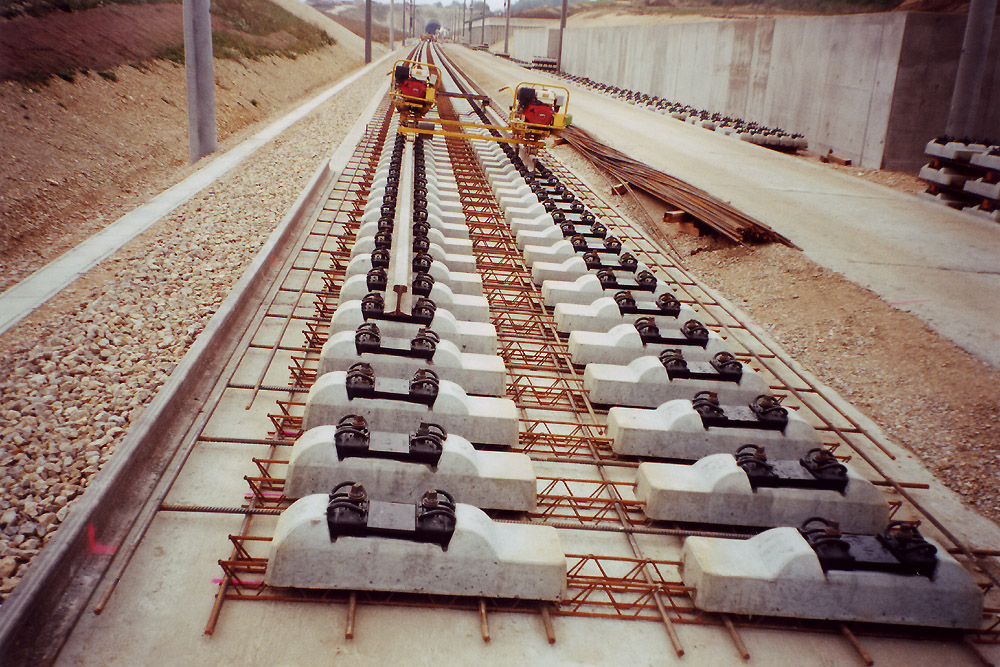
Vista de como se construye la vía, las armaduras posicionan las traviesas y luego serán hormigonadas.

- Carril que tiene menor sección que en los otros tipos de vía.
- Traviesas en algunos tipos de vía en placa.
- El conjunto de la placa principal y el elastómero realizan las funciones del balasto y las traviesas en las vías convencionales.
  - La placa principal de hormigón sobre la que van sujetos los carriles.
  - El elastómero es de caucho y se coloca entre el carril y la placa principal.
- La placa base: Situada entre la placa principal y la plataforma, tiene como objetivo el repartir por igual las presiones sobre la plataforma. Su espesor suele ser de 15 cm.
- La plataforma que debe tener una buena capacidad de drenaje

### Plataforma
La plataforma es fundamental en el comportamiento de la vía en placa, dada la dificultad de las reparaciones, su calidad es crucial. La experiencia en la construcción de caminos ha puesto de manifiesto que la causa principal de rotura de los pavimentos es el fenómeno de surgencia que produce una socavación progresiva bajo la placa. Para evitar este efecto es necesario controlar y evitar el agua bajo la placa, que el suelo sea susceptible de entrar en suspensión y evitar fuertes y frecuentes cargas. Debido al apoyo continuo y uniforme que proporciona la placa, las tensiones sobre el suelo pueden llegar a ser pequeñas, menores a 0,5 kg/cm².

### Placa base
La placa base se ubica sobre la plataforma para realizar un mayor reparto de cargas sobre el terreno, disminuir el efecto de surgencia, formando una cobertura de protección sobre la plataforma. La naturaleza y resistencia de esta placa no tiene gran incidencia al diseñar la placa principal ya que lo principal es dar uniformidad de sustentación a esta. El espesor de esta placa es, generalmente de 15 cm y se puede usar hormigón pobre o suelo estabilizado con betún, cemento, cal, etc.

### Placa principal
La placa principal es la pieza que soporta los rieles, aunque en ocasiones se mantienen las traviesas, sustituyendo en combinación con el elastómero, las funciones del balasto y de las traviesas. Habiendo diferentes tipos de estructuras de placa:
- a. Vía de balasto con traviesas a tope. Se comporta como si fuera en placa, colocando una traviesa a continuación de otra, consiguiendo mayor contacto traviesa-balasto, menor tensión transmitida y mejor conservación de la geometría.

- b. Vía en placa de elementos prefabricados, compuesta por losas prefabricadas colocadas una junto a la otra de tal manera que facilite la alineación. Y se consigue la elasticidad con sujeción elástica, con elastómero entre rail y losa, o apoyando esta elásticamente sobre la infraestructura.

- c. Vía en placa continua de hormigón armado o pretensado, apoyando el rail sobre esta con un elastómero o con placas de asiento, y con una sujeción elástica. En el caso del pretensado, obtienes menores espesores y se evitan las fisuras, pero a mayor coste.

- d. Vía en placa mixta, consistente en que sobre la placa principal de hormigón armado construida in situ se colocan unos elementos prefabricados, cuya misión principal es proporcionar a la sujeción elástica del rail un medio de anclaje adecuado. Permite que la parte construida in situ no exija tolerancias geométricas estrictas, pues la nivelación y alineación las da el elemento prefabricado, y además, las fisuras que se puedan producir en la placa no afectan al anclaje de la sujeción. Los bloques o traviesas, pueden estar unidos a la placa rígidamente, o elásticamente (hormigonar la placa con la traviesa o con el elemento elástico).

Las condiciones que debe cumplir el cemento son bastante parecidas a las obras de hormigón usuales. En todo caso el cemento debe ser de buena calidad y mantener un estricto grado de uniformidad a lo largo de la construcción, por lo cual se debe prohibir el empleo simultáneo de cemento procedente de distintas fábricas. Durante el fraguado es necesario conseguir un buen curado para disminuir el número de grietas de retracción que pueden dañar la firmeza de la sujeción elástica, así como mantener la resistencia mecánica del hormigón por encima de 350 kg/cm².

## Características
Las características de la vía en placa son:
- Soporta grandes cargas por eje (del orden de 30 toneladas).
- Disminuye la presión transmitida a la plataforma, de gran utilidad cuando el terreno posee capacidades portantes bajas, del orden de 0,5 kg/cm².
- Menor coste de mantenimiento, aunque el mantenimiento de la plataforma es más dificultoso.
- Mayor coste de construcción.
- Es un poco más ruidosa que la vía convencional. En el diseño deben estudiarse sistemas que aminoren los ruidos, como losas flotantes o sujeciones amortiguadas.